# Rivière Legendre (rivière Felton)
Pour les articles homonymes, voir Legendre.
La rivière Legendre est un tributaire de la rivière Felton qui se déverse dans la Baie Sauvage au sud du Grand lac Saint-François lequel constitue le lac de tête de la rivière Saint-François.
Le cours de la "rivière Legendre" traverse les territoires des municipalités de Milan et de Stornoway, dans la municipalité régionale de comté (MRC) Le Granit, dans la région administrative de l'Estrie, sur la Rive-Sud du fleuve Saint-Laurent, au Québec, Canada.

## Géographie
Les principaux bassins versants voisins de "rivière Legendre" sont :
- côté nord : rivière Felton, Grand lac Saint-François ;
- côté est : rivière Felton, rivière Noire (rivière Felton) ;
- côté sud : Rivière Blanche (rivière Felton), ruisseau La Loutre, ruisseau McLeod ;
- côté ouest : ruisseau Caron, rivière Rouge (rivière au Saumon).

La rivière Legendre prend sa source sur le versant nord d'une montagne (sommet à 550 m) de Milan. Cette source est située en zone forestière au nord de la route 214.
À partir de sa source, la rivière coule sur :
- 2,2 km vers l'ouest ;
- 2,2 km vers le nord, jusqu'à la rive sud du Petit lac Legendre (longueur : 0,8 m ; altitude : 440 m) que le courant traverse vers le nord, sur sa pleine longueur ;
- 2,0 km vers le nord, jusqu'à la limite municipale entre Milan et Saint-Romain ;
- 7,6 km vers le nord, jusqu'à un ruisseau (venant de l'ouest) ;
- 1,6 km vers l'est et le nord, jusqu'à la route, qu'elle traverse à 1,1 km au sud-ouest du centre du village de Stornoway ;
- 2,3 km vers le nord-est, jusqu'au Moulin Legendre, où elle traverse la route à 1,4 km au nord-ouest du village de Stornoway ;
- 1,0 km vers le nord-est, jusqu'à la décharge (venant de l'ouest) du lac Legendre ;
- 5,4 km vers le nord-est, en serpentant du Parc national de Frontenac, jusqu'à son embouchure.

La rivière Legendre se déverse sur la rive ouest de la rivière Felton, à 0,4 km en amont de la limite du Parc national de Frontenac et à 3,0 km en amont de la confluence de la rivière Sauvage (rivière Felton).

## Toponymie
Le toponyme "Rivière Legendre" a été officiellement inscrit le 5 décembre 1968 à la Commission de toponymie du Québec.